# 밥 구디

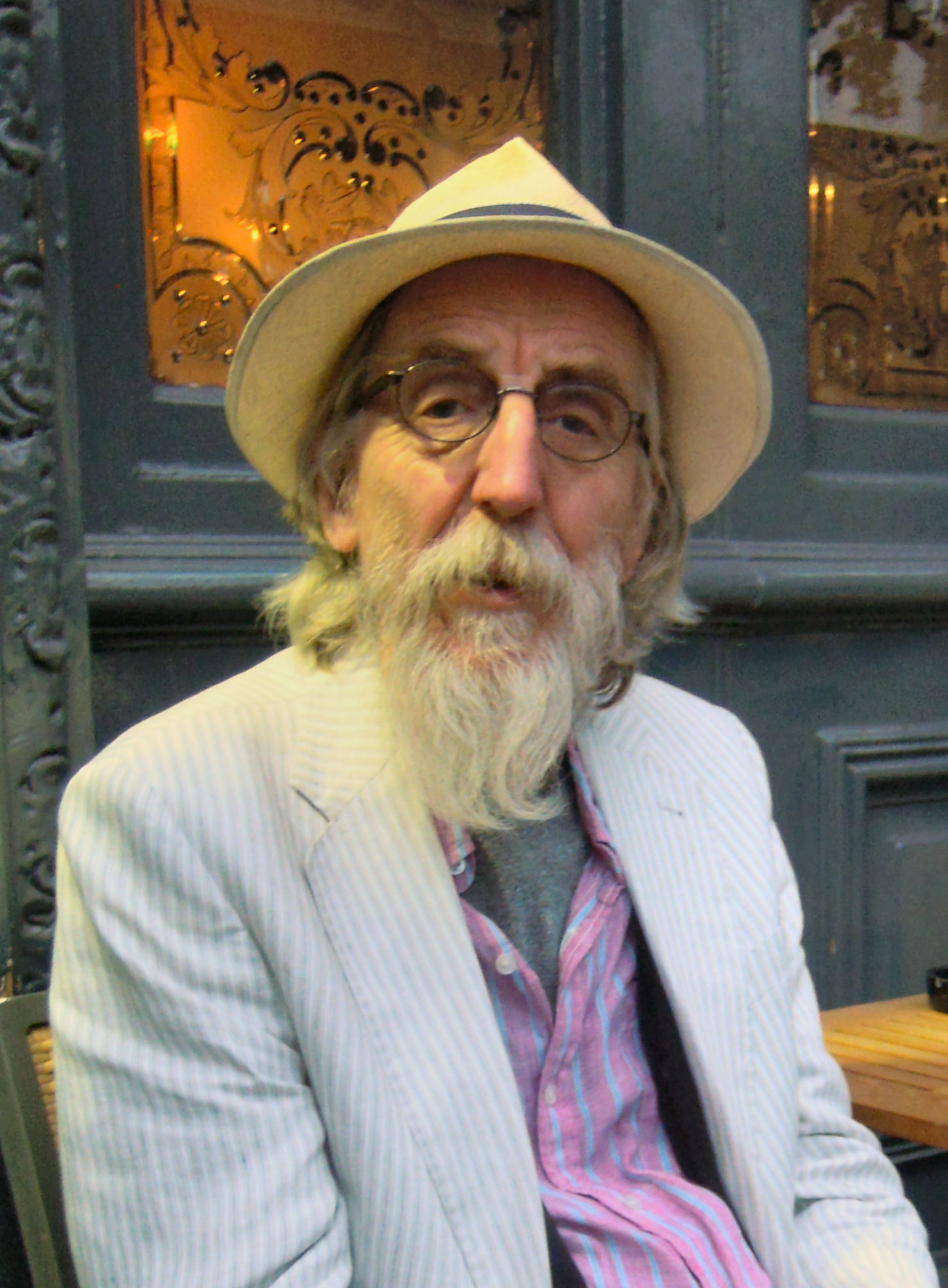

밥 구디(Bob Goody, 1951년 4월 16일 ~ )는 영국의 배우, 리브레토 작가, 텔레비전 배우이다.

## 영화
- 미스터 터너 (2014년) - 미술관 방문객 역
- 씨프 로드 (2006년)
- 라이트하우스 (1999년)
- 바로워즈 (1997년)
- 트래져 아일랜드 (1995년)
- 요리사, 도둑, 그의 아내 그리고 그녀의 정부 (1989년)
- 더 빌 (1984년)
- 제국의 종말 (1980년)